# Фоссано
Фоссано (італ. Fossano, п'єм. Fossan) — муніципалітет в Італії, у регіоні П'ємонт,  провінція Кунео.
Фоссано розташоване на відстані близько 490 км на північний захід від Рима, 60 км на південь від Турина, 24 км на північний схід від Кунео.
Населення — 24 747 осіб (2014).

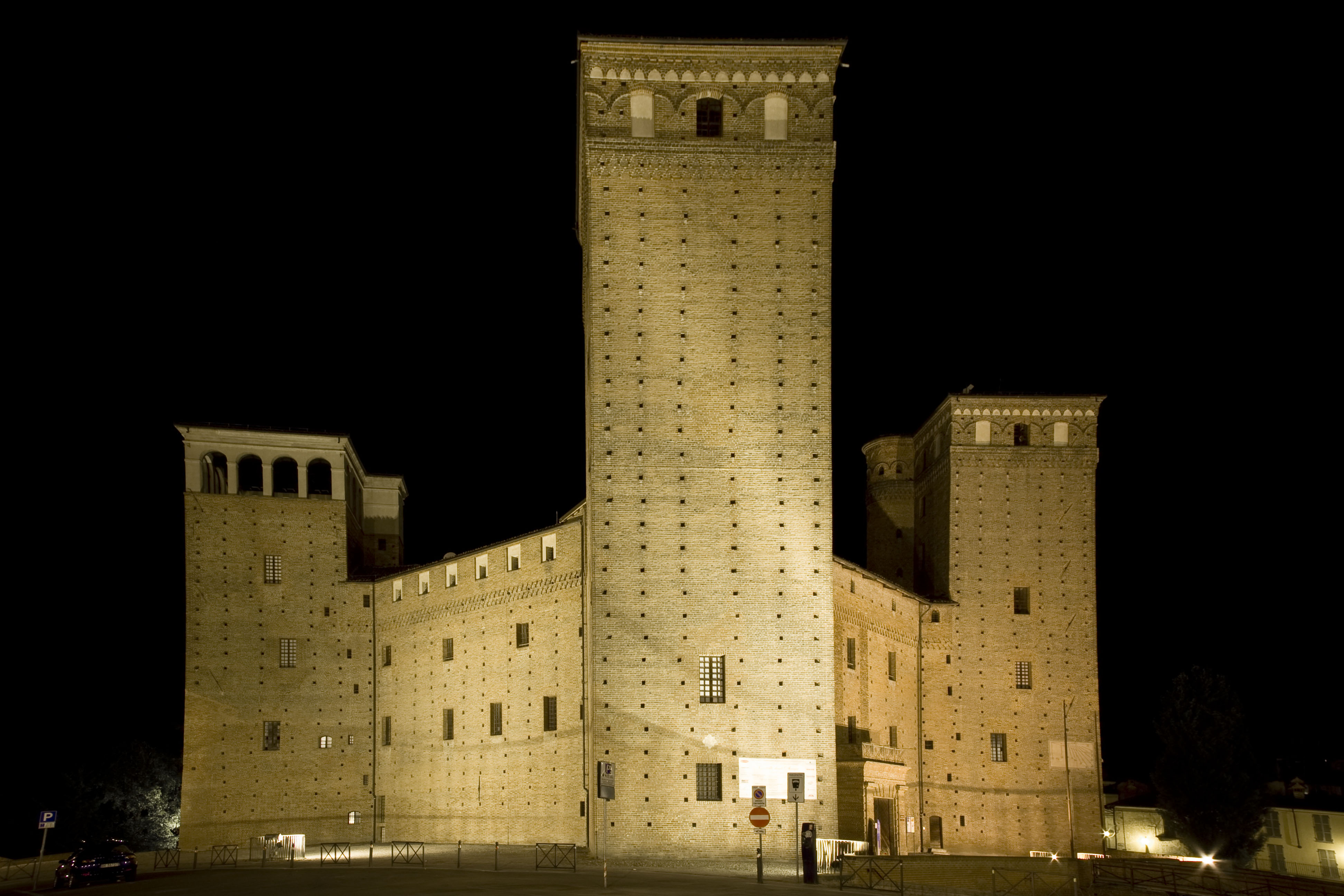

Щорічний фестиваль відбувається першої неділі травня. Покровитель — San Giovenale.

## Демографія
Населення за роками:

Станом на 1 січня 2023 року в муніципалітеті офіційно проживало 2485 іноземців з 71 країни, серед них 463 громадяни країн Євросоюзу та 20 громадян України.

## Сусідні муніципалітети
- Бене-Ваджіенна
- Ченталло
- Червере
- Дженола
- Монтанера
- Сальмоур
- Сант'Альбано-Стура
- Савільяно
- Триніта
- Віллафаллетто